# Leptasterias compta
Leptasterias compta är en sjöstjärneart som först beskrevs av William Stimpson 1862.  Leptasterias compta ingår i släktet Leptasterias och familjen trollsjöstjärnor. Inga underarter finns listade i Catalogue of Life.